# هرشتدت
هرشتدت (به آلمانی: Heerstedt) یک منطقهٔ مسکونی در آلمان است که در بوشتدت واقع شده‌است. هرشتدت ۴۵۳ نفر جمعیت دارد.